# Sharifa Fatima
Sharifa Fatima (الشَّرِيفة فاطِمَة; décès vers 1461), ou Fatima bint al-Hassan, est une cheffe Sayyid Zaïdiste au Yemen. Elle aurait conquis Sa'dah et Najran,.

## Biographie
Fatima est la fille d'Hasan et la petite-fille de l'imam Al-Nasir Muhammad Salah al-Din (mort en 1391). Elle est mariée à son cousin an-Nasir Muhammad, fils de l'imam Al-Mansur Ali bin Salah ad-Din (mort en 1436). Le couple a un enfant, une fille nommée Badr.
En 1436, son oncle et beau-père l'imam meurt de la peste. Il est remplacé par son époux qui meurt cependant lui-même peu de temps après. Comme il manquait d'héritiers hommes, Sharifa Fatima aurait dû hériter du pouvoir. Mais les zaydi refusent qu'une femme devienne imam, et choisissent son parent éloigné Al-Mahdi Salah ad-Din, que Fatima doit épouser.
Son époux est contesté dans sa fonction d'imam par deux autres parents : Al-Mutawakkil al-Mutahhar et Al-Mansur an-Nasir. Il est capturé par Al-Mansur an-Nasir et décède en captivité en 1445. Fatima réussit à s'échapper et s'établit en tant que souveraine indépendante basée à Dhofar et Sa'dah. Pendant cette période, elle est la cheffe de sa propre fraction de zaydis.
Comme Al-Mansur an-Nasir ne parvient pas à la vaincre, ils font la paix par une alliance symbolisée par le mariage entre Al-Mansur an-Nasir et sa fille Badr. En 1453, elle fait exécuter Cheikh Saad Hasan bin Muhammad accusé d'avoir planifié de s'allier à Al-Mansur an-Nasir contre elle. Le frère du Cheikh se range aux côtés d'Al-Mansur an-Nasir et en 1456 ils assiègent avec succès Sa'dah et l'emmènent comme prisonnière à Sanaa.
En 1461, Sanaa est conquise par Al-Mutawakkil al-Mutahhar, qui la fait prisonnière ainsi qu'Al-Mansur an-Nasir. Peu de temps après, le château est pris d'assaut par les partisans d'Al-Mansur an-Nasir. Il n'est pas mentionné ce qui est arrivé à Fatima, il est seulement indiqué qu'elle est décédée.